# Kenken (Glocke)

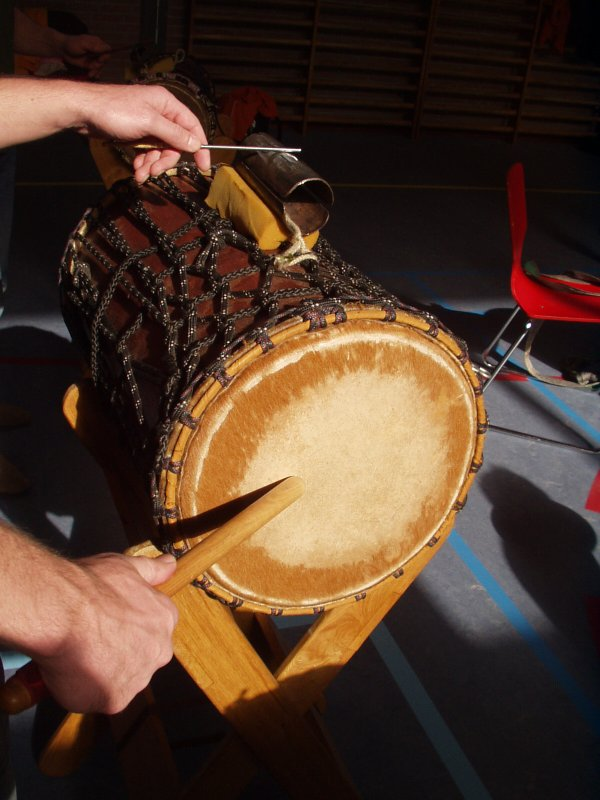
Kenken-Glocke auf Sangban-Dunun

Kenken ist eine afrikanische Eisenglocke (auch Bambara- oder Malinké-Glocke), die traditionell im Zusammenspiel mit Dunun-Trommeln und Djemben zum Einsatz kommt. Sie spielt in der westafrikanischen Musik, so z. B. in der Musikkultur der Ewe, eine zentrale Rolle.

## Bauform
Die Glocke wird aus einem Stück Stahl geschmiedet und besteht aus zwei gleichförmigen Glockenhälften, die sich mit einem Steg verbunden gegenüberstehen. Es gibt sie in unterschiedlichen, länglicheren oder breiteren Formen und den daraus resultierenden verschiedenen Tonlagen. Üblicherweise wird die Kenken auf einer Dunun befestigt, wobei die untere Glockenhälfte mit den Spannstricken der Trommel verbunden wird.

## Spielweise

Typisches Glockenpattern der Kenken

Die Kenken wird mit einem Metallstift (ersatzweise oft Nagel, Schraubenzieher etc.) gespielt, was den typischen obertonreichen Klang ergibt. Während mit der rechten Hand die (liegende) Trommel geschlagen wird, spielt die linke Hand auf der Kenken polyrhythmische Strukturen. Die Kenken spielen ein durchgehendes rhythmische Grundmuster, auf dem die Bassmelodien aufbauen.
Vereinzelt werden mehrere unterschiedliche gestimmte Kenken auf eine Dunun gebunden. Die Glocke wird auch einzeln gespielt, dann wird sie in der linken Hand gehalten.